# Help! (album)
Help! je páté řadové album kapely The Beatles. Stejně jako další je produkoval George Martin pro vydavatelství Parlophone, součást EMI Records.
Jak bylo tehdy častější, album vyšlo ve dvou verzích, britské a americké (vyd. Capitol). Původní britská verze obsahuje na první straně sedm písní z filmu Help! a na straně B sedm dalších písní, které ve filmu nebyly, včetně nejčastěji nahrávané písně světa, McCartneyho balady Yesterday. Z alba se nejvíc proslavila právě tato skladba, ale i písničky Help! a Ticket To Ride (které ve filmu zazněly) jsou velmi populární. Ze 14 písní alba bylo 12 vlastních a 2 převzaté (obě na straně B).
Pro americký trh bylo připraveno album obsahující ryze soundtrack k filmu, tedy písně z první strany seznamu níže a orchestrální filmovou hudbu (vlastní, Beatles inspirované kompozice skladatele Kena Thorna nebo jeho aranžmá starších písní Beatles).

## Obal
Grafika obálky alba byla inspirována scénou z filmu, kde členové kapely dovádí v Alpách na sněhu (za zvuků písně Ticket To Ride). Na obalu jsou fotografie členů ve stejných tmavomodrých zimních oděvech vystřiženy a umístěny na čistě bílé pozadí, v pořadí zleva Harrison, Lennon, McCartney a Starr. Každý ukazuje rukama nějaké písmeno semaforové abecedy – původní myšlenkou bylo signalizovat slovo HELP, ale podle vzpomínek fotografa tato kombinace nevypadala kompozičně dobře, takže se zkoušely různé varianty čistě z estetického hlediska a výsledkem se stalo „slovo“ NUJV.
Na obálce americké verze pak byli členové kapely ještě prohozeni tak, aby McCartney ukazoval na logo Capitol Records. Zde tak signalizují „NVUJ“.

## Seznam písní
Autory písní jsou John Lennon a Paul McCartney, není-li uvedeno jinak. Hlavní zpěvák písně je zpravidla jejím hlavním autorem.

### Strana jedna
(studiové nahrávky písní z filmu)
1. „Help!“ – 2:18 (zpěv Lennon)
2. „The Night Before“ – 2:33 (zpěv McCartney)
3. „You've Got To Hide Your Love Away“ – 2:08 (zpěv Lennon)
4. „I Need You“ (George Harrison) – 2:28 (zpěv Harrison)
5. „Another Girl“ – 2:05 (zpěv McCartney)
6. „You're Going To Lose That Girl“ – 2:17 (zpěv Lennon)
7. „Ticket To Ride“ – 3:10 (zpěv Lennon)

### Strana dvě
(studiové nahrávky písní, které ve filmu nezazní)
1. „Act Naturally“ (Johnny Russell, Voni Morrison) – 2:29 (zpěv Starr)
2. „It's Only Love“ – 1:54 (zpěv Lennon)
3. „You Like Me Too Much“ (Harrison) – 2:35 (zpěv Harrison)
4. „Tell Me What you See“ – 2:36 (zpěv McCartney, Lennon)
5. „I've Just Seen A Face“ – 2:04 (zpěv McCartney)
6. „Yesterday“ – 2:03 (zpěv McCartney)
7. „Dizzy Miss Lizzy“ (Larry Williams) – 2:53 (zpěv Lennon)

## Obsazení

### Beatles
- John Lennon: zpěv, elektrická kytara, akustická kytara, dvanáctistrunná kytara, klávesy, Hammondovy varhany, tamburína, buben
- Paul McCartney: zpěv, baskytara, elektrická kytara, akustická kytara, klavír, klávesy
- George Harrison: zpěv, elektrická kytara (sólová), akustická kytara, dvanáctistrunná kytara, Güiro
- Ringo Starr: zpěv, bicí souprava, tamburína, rumba koule, zvon, bongo, ozvučná dřívka, perkuse, tleskání, akustická kytara

### Další
- George Martin: klavír
- Johnnie Scott: altová a tenorová flétna
- Tony Gilbert, Sidney Sax: housle
- Kenneth Essex: viola
- Francisco Gabarro: violoncello